# 김해삼방고등학교
김해삼방고등학교(金海三芳高等學校)는 대한민국 경상남도 김해시 삼방동에 있는 공립 고등학교이다.

## 학교 연혁
- 2007년 1월 20일 : 김해삼방고등학교 보통과 30학급 설립인가
- 2008년 3월 1일 : 김해삼방고등학교 개교
- 2008년 3월 1일 : 초대 노상진 교장 취임
- 2008년 3월 5일 : 2008학년도 신입생 입학(남 8학급 315명, 여 5학급 191명 총 506명)
- 2011년 2월 10일 : 제1회 졸업장 수여(총 467명 남 288명, 여 179명)
- 2023년 1월 4일 : 제13회 졸업장 수여식(총 202명 여 98명, 남 104명)
- 2023년 3월 1일 : 제9대 김민찬 교장 취임
- 2023년 3월 2일 : 2023학년도 신입생 입학(여 115명, 남 96명, 8학급 총 211명)

## 참고 자료
- 김해삼방고등학교 - 한국교육학술정보원 학교알리미